# Palau Arquebisbal de València
El palau arquebisbal és la residència de l'arquebisbe de València a la ciutat de València. Es troba al carrer del Palau n. 2 al barri de la Seu. Els seus orígens es remunten a la conquesta de la ciutat, però el seu aspecte actual és degut a una reconstrucció posterior a la Guerra Civil espanyola.

## Història
El palau té els seus orígens remots en una venda que feu Jaume I d'unes cases, unes nou, situades davant de l'església de Santa Maria, la que seria després la catedral. Segons Chabàs, aquestes cases havien pertangut al rei Llop, i el rei les havia concedit a Teresa Gil de Vidaure i als seus fills. De totes maneres, aquestes cases es quedaren petites, ja que el 15 de juny de 1360 Pere el Cerimoniós concedia permís al bisbe Vidal per adquirir diverses edificacions adjacents al palau, ampliant-se fins a la hui desapareguda església de Sant Tomàs. El bisbe Hug de Fenollet construí l'arc que enllaça el palau amb la catedral, fet al qual els Jurats de la ciutat s'oposaren amb força, però que finalment consentiren el 2 de maig de 1357.
L'edifici es va reformar diverses vegades, però les més importants foren les obres mampreses al segle xviii pels arquebisbes Mayoral (qui va encarregar els treballs a Josep Herrero) i Fabián i Fuero. En aquesta reforma es col·locà al centre del pati una escultura de sant Tomàs de Villanueva, obra de Josep Esteve Bonet i costejada pel canonge Pérez Bayer.
El palau posseïa una gran biblioteca fundada el 1758 per l'Arquebisbe Mayoral, elogiada per Ponz, qui digué que era la més antiga de tota la ciutat. Durant la Guerra del Francés fou incendiada parcialment, posteriorment l'arquebisbe Simón López y Sicilia la va restaurar i ampliar. També es conservava una col·lecció numismàtica, escultures antigues i quadres de gran valor.
Durant la Guerra Civil el palau fou incendiat, en 1936, i acabat el conflicte, el 1940 s'enderrocà sent arquebisbe Prudencio Melo. El nou palau es construí entre 1941 i 1946 segons el projecte de Vicente Traver. Dins del nou edifici s'encabiren diversos arcs apuntats del segle xiii i un pilar de base octogonal i un capitell gòtic, utilitzant-los com a elements constructius per a la nova Sala de reunions; també es va respectar en part l'estructura de la capella neoclàssica.
Durant la seua visita a València, els papes Joan Pau II i Benet XVI s'allotjaren al palau.

## Arquitectura

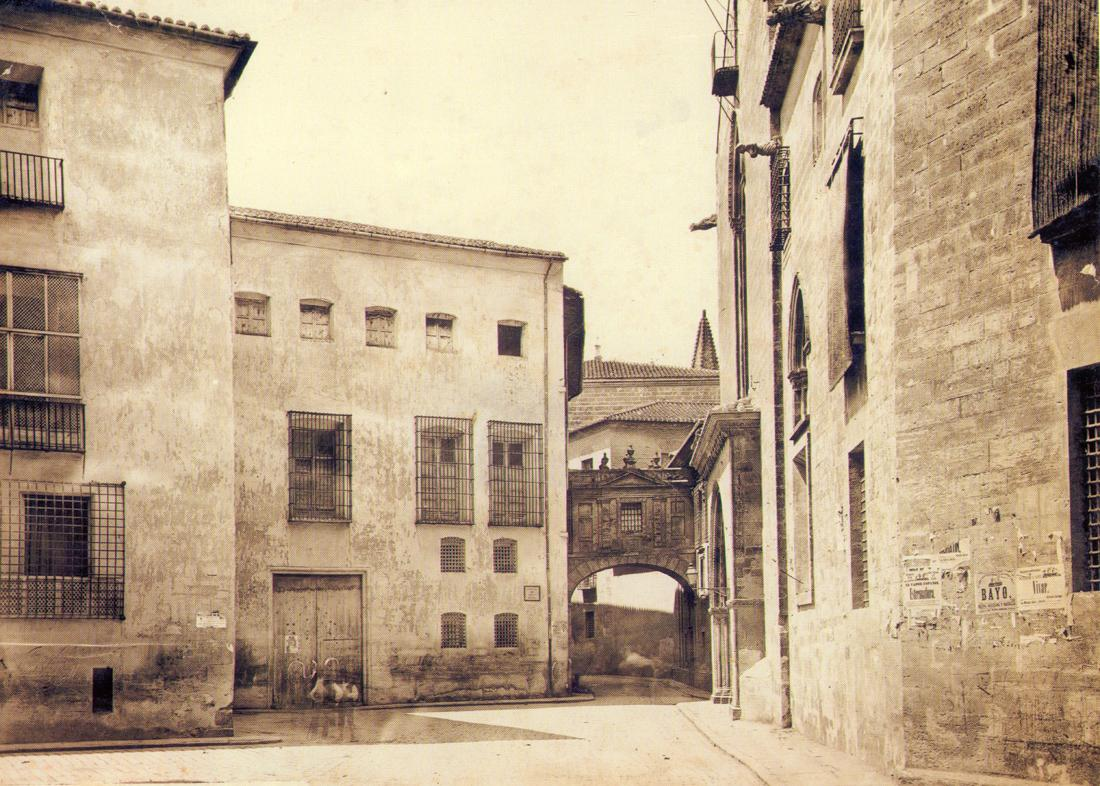
Part de l'antic palau en una fotografia feta vers 1870.

L'edifici actual correspon a un estil historicista barroc de to castís propi de la postguerra. Presenta façanes de maó vist de tonalitat rosada sobre un sòcol de pedra, entresòl amb buits emmarcats també amb pedra, principal amb balcons motlurats, i un cos central destacat on s'ubica la portada, amb una balconada amb baranes de pedra, per sobre d'aquesta està l'escut arquebisbal i en la part més alta una làpida amb una inscripció, rematat amb un frontó triangular.
De l'edifici destaca una torre rectangular amb obertures de mig punt obertes pels quatre costats. A la cantonada de la plaça amb el carrer de la Barcella hi ha una escultura de l'Àngel Custodi sobre una gran columna d'ordre corinti obra de l'escultor Vicente Rodilla.
Al seu interior, traspassada la seua gran porta formada per un arc de mig punt situat a la façana principal, s'accedix a un vestíbul o distribuïdor de planta quadrada. Des d'aquí s'arriba a les diferents dependències i oficines de l'arquebisbat, per una sumptuosa escala s'arriba al pis principal. En aquesta planta trobem una sala coneguda com a Sala d'Espera, que comunica amb un passadís on s'obren les diferents estances privades: Saló d'Audiències, Saló del Tron, Oratori privat, etc.
De l'anterior edifici es conserven la capella i el pati. La capella, construïda entre 1820 i 1825 en estil acadèmic, té una planta rectangular, volta de canó i cúpula sobre tambor amb huit finestrals que donen llum i un cor als peus sustentat per dues columnes jòniques. Té unes mesures de 16 m de llarg x 7 d'ample i 6 metres d'alçada. El presbiteri està separat de la nau central per una balustrada de marbre, té dues portes en un dels seus costats. Es decora aquest espai amb huit baixos relleus amb escenes de la Mare de Déu i al seu costat dos representant la Missa de Sant Gregori i sant Veremon. En les petxines hi ha relleus de sant Lluís Bertran, sant Pere Pasqual, beat Gaspar de Bono i sant Pasqual Bailón. L'altar major el forma un retaule compost de dues pilastres estriades d'ordre jònic i dues mitges pilastres llises sobre les quals es recolza un arc de mig punt. Presidix l'altar un llenç de la Puríssima d'autor anònim, encara que alguns l'atribuïxen a Camarón. A la cúpula pintures al fresc sobre el tema del trasllat de la Casa de Loreto, obra de Francisco Llàcer.